# Пилипенко-Кардиналовська Міртала Сергіївна
Мірта́ла Сергі́ївна Пилипе́нко-Кардинало́вська (29 квітня 1929, Харків — 2017) — українська художниця, скульптор, поетеса. Член Національної спілки письменників України. Творчий псевдонім — Міртала.

## Життєпис
Міртала Сергіївна Пилипенко-Кардиналовська народилася 29 квітня 1929 року в Харкові. Донька українського письменника та громадського діяча Сергія Пилипенка і Тетяни Кардиналовської.
1943 року разом із матір'ю виїхала з України, через Німеччину й Італію потрапила до США.
Закінчила художню школу Бостонського музею (США) та університет ТАФТС (Бостон).
Скульптури Міртали — це глибоке філософське та своєрідне бачення світу. Але свій талант вона проявила не лише в скульптурі, а й в поезії (автор поетичних книжок, виданих різними мовами: «Стихи», «Райдужний міст», «Шлях до себе»), художній фотографії.
Протягом 1970—1980-х років Міртала здобула визнання в США та Європі. Вільний художник. Живе і працює у США.

## Творчість
Виставляла свої твори в Канаді, США, Україні.
Автор віршів українською, російською та англійською мовами:
- «Стихи» (1972),
- «Thoughts-Forms» (1976),
- «Райдужний міст» (1976, 1992),
- підсумкової «Шлях до себе — Путь к себе — Path to Self» (1998).

2004 року Міртала Пилипенко видала книгу віршів і репродукцій своїх скульптур «Втілені думки».

## Скульптури в Україні
14 червня 2011 року в Національному університеті «Острозька академія» відбулося відкриття персональної виставки робіт Міртали Кардиналовської-Пилипенко — 15 скульптур із бронзи та полімеру було передано з Нью-Йоркської галереї до музею історії «Острозької академії». Пізніше відкрито постійну експозицію.

## Публікації
- Кардиналовская М. Стихи. — Бостон, 1972. — 80 с.
- Кардиналовська Міртала. Райдужний міст // Переклад із російської мови Асі Гумецької. — Нью-Йорк: Слово, 1976. — 96 с.
- Пилипенко-Кардиналовська Міртала. Шлях до себе: Вірші / Текст українською, російською та англійською мовами. — Харків, 1998. — 429 с.